# William Katavolos
William Katavolos (* 14. März 1924 in New York; † 19. Oktober 2020 ebenda) war ein US-amerikanischer Architekt, Städteplaner und Möbeldesigner griechischer Herkunft. Er war Professor am Pratt Institute in New York und Vize-Direktor des Center for Experimental Structures.

## Leben
1949 schloss Katavolos sein Studium des Industriedesigns am Pratt Institute in New York ab. In den Jahren 1955 bis 1957 arbeitete er im Studio von George Nelson. Danach betrieb er ein Designstudio mit Ross Littell und Douglas Kelley. Bekannt wurde er in den 1950/1960er Jahren mit seinen archetypisch-klassisch anmutenden Möbelentwürfen. Der T-Chair für „Laverne“ aus Stahlrohr mit einem gespannten Stück Leder wird häufig zu den bedeutendsten Stühlen des 20. Jahrhunderts gezählt.
Ab 1960 lehrte er am Pratt Institute, im gleichen Jahr nahm er an der Ausstellung „Visionary Architecture“ am Museum of Modern Art in New York teil.
Zuletzt beschäftigte sich Katavolos mit Städteplanung und experimentellen Strukturen.